# Collegio uninominale Puglia - 03 (Senato della Repubblica 2020)
Il collegio elettorale uninominale Puglia - 03 è un collegio elettorale uninominale della Repubblica Italiana per l'elezione del Senato della Repubblica.

## Territorio
Come previsto dalla legge n. 51 del 27 maggio 2019, il collegio è stato definito tramite decreto legislativo all'interno della circoscrizione Puglia.
È formato dal territorio di 26 comuni della città metropolitana di Bari: Adelfia, Bari, Binetto, Bitetto, Bitonto, Bitritto, Capurso, Casamassima, Cellamare, Conversano, Corato, Giovinazzo, Modugno, Mola di Bari, Molfetta, Monopoli, Noicattaro, Palo del Colle, Polignano a Mare, Rutigliano, Ruvo di Puglia, Sannicandro di Bari, Terlizzi, Triggiano, Turi e Valenzano.
Il collegio è parte del collegio plurinominale Puglia - 01.

## Eletti
| Elezione | Elezione | Senatore           | Partito           |
| -------- | -------- | ------------------ | ----------------- |
|          | 2022     | Filippo Melchiorre | Fratelli d'Italia |

## Dati elettorali

### XIX legislatura
Come previsto dalla legge elettorale, 74 senatori sono eletti con sistema a maggioranza relativa in altrettanti collegi uninominali a turno unico.
| Candidati                                 | Candidati                       | Voti    | %     | Liste                                 | Voti    | %     |
| ----------------------------------------- | ------------------------------- | ------- | ----- | ------------------------------------- | ------- | ----- |
|                                           | Filippo Melchiorre ✔️ Eletto    | 160 382 | 38,58 | Fratelli d'Italia                     | 99 960  | 24,05 |
| Forza Italia                              | Filippo Melchiorre ✔️ Eletto    | 160 382 | 38,58 | 40 463                                | 9,73    |       |
| Lega per Salvini Premier                  | Filippo Melchiorre ✔️ Eletto    | 160 382 | 38,58 | 17 625                                | 4,24    |       |
| Noi moderati/Lupi - Toti - Brugnaro - UDC | Filippo Melchiorre ✔️ Eletto    | 160 382 | 38,58 | 2 334                                 | 0,56    |       |
|                                           | Maria La Ghezza                 | 117 656 | 28,31 | Movimento 5 Stelle                    | 117 656 | 28,31 |
|                                           | Michele Nitti                   | 97 731  | 23,51 | Partito Democratico-IDP               | 72 061  | 17,34 |
| Alleanza Verdi e Sinistra                 | Michele Nitti                   | 97 731  | 23,51 | 13 942                                | 3,35    |       |
| +Europa                                   | Michele Nitti                   | 97 731  | 23,51 | 8 748                                 | 2,10    |       |
| Impegno Civico - Centro Democratico       | Michele Nitti                   | 97 731  | 23,51 | 2 980                                 | 0,72    |       |
|                                           | Nicola Bruni                    | 22 425  | 5,39  | Azione - Italia Viva - Calenda        | 22 425  | 5,39  |
|                                           | Patrizia Angela Romana Carlucci | 4 647   | 1,12  | Unione Popolare                       | 4 647   | 1,12  |
|                                           | Camilla Campanella              | 4 498   | 1,08  | Italexit                              | 4 498   | 1,08  |
|                                           | Nicola Signorile                | 3 319   | 0,80  | Italia Sovrana e Popolare             | 3 319   | 0,80  |
|                                           | Donata Albergo                  | 1 659   | 0,40  | Partito Comunista Italiano            | 1 659   | 0,40  |
|                                           | Carlo Zeuli                     | 1 316   | 0,32  | Vita                                  | 1 316   | 0,32  |
|                                           | Lucia Partipilo                 | 1 087   | 0,26  | Sud chiama Nord                       | 1 087   | 0,26  |
|                                           | Biagio Cantatore                | 946     | 0,23  | Alternativa per l'Italia (PdF - Exit) | 946     | 0,23  |
| Totale                                    | Totale                          | 415 666 | 100   |                                       | 415 666 | 100   |
|                                           |                                 |         |       |                                       |         |       |
| Schede bianche                            | Schede bianche                  | 5 577   | 1,29  |                                       |         |       |
| Schede nulle                              | Schede nulle                    | 11 096  | 2,57  |                                       |         |       |
| Votanti                                   | Votanti                         | 432 421 | 57,64 |                                       |         |       |
| Elettori                                  | Elettori                        | 750 216 |       |                                       |         |       |